# Mistrovství České republiky v orientačním běhu 1998
6. ročník Mistrovství České republiky v orientačním běhu proběhl v roce 1998 ve dvou týmových disciplínách a čtyřech individuálních, z nichž mistrovství na krátké tratí bylo zrušeno z důvodu velkých technických chyb pořadatele.

## Nejúspěšnější závodníci
Pořadí závodníků podle získaných medailí (tzv. olympijského hodnocení) všech mistrovských kategorií (D16 – mladší dorostenky, D18 – starší dorostenky, D20 – juniorky, D21 – ženy, H16 – mladší dorostenci, H18 – starší dorostenci, H20 – junioři, H21 – muži) v individuálních disciplínách v roce 1998. Uvedeni jsou závodníci, kteří získali alespoň dvě medaile a zároveň alespoň jednu zlatou medaili.
| Medailové pořadí závodníků na MČR | Medailové pořadí závodníků na MČR | Medailové pořadí závodníků na MČR | Medailové pořadí závodníků na MČR | Medailové pořadí závodníků na MČR |
| Jméno                             | 1. místo                          | 2. místo                          | 3. místo                          | Celkem                            |
| --------------------------------- | --------------------------------- | --------------------------------- | --------------------------------- | --------------------------------- |
| Zuzana Stehnová                   | 2                                 |                                   |                                   | 2                                 |
| Michal Smola                      | 2                                 |                                   |                                   | 2                                 |
| Vendula Klechová                  | 1                                 | 1                                 |                                   | 2                                 |
| Zuzana Macúchová                  | 1                                 | 1                                 |                                   | 2                                 |
| Zdenka Stará                      | 1                                 | 1                                 |                                   | 2                                 |
| Zdeněk Procházka                  | 1                                 | 1                                 |                                   | 2                                 |
| Radek Ticháček                    | 1                                 | 1                                 |                                   | 2                                 |
| Rudolf Ropek                      | 1                                 |                                   | 1                                 | 2                                 |
| Martina Dočkalová                 | 1                                 |                                   | 1                                 | 2                                 |
| Jana Cieslarová                   | 1                                 |                                   | 1                                 | 2                                 |

## Mistrovství ČR v nočním OB
| Datum závodu   | 18. 4. 1998  |  | Místo konání    | Munice - Křivonoska • aréna |  | Pořadatel       | OB České Budějovice |
| Ředitel závodu |              |  | Hlavní rozhodčí |                             |  | Stavitelé tratí | Josef Hejzlar       |
| Název mapy     | Křivonoska 2 |  | Web závodu      |                             |  | Výsledky závodu |                     |

| Zkrácené výsledky             | Zkrácené výsledky       | Zkrácené výsledky        | Zkrácené výsledky       | Zkrácené výsledky       | Zkrácené výsledky | Zkrácené výsledky       | Zkrácené výsledky          | Zkrácené výsledky       | Zkrácené výsledky       |
| Pořadí                        | H21 – muži              | H21 – muži               | H21 – muži              | H21 – muži              | Pořadí            | D21 – ženy              | D21 – ženy                 | D21 – ženy              | D21 – ženy              |
| ----------------------------- | ----------------------- | ------------------------ | ----------------------- | ----------------------- | ----------------- | ----------------------- | -------------------------- | ----------------------- | ----------------------- |
| Zlatá medaile                 | Petr Utinek             | OK Jiskra Nový Bor       | 1:28:16                 |                         | Zlatá medaile     | Pavla Fialová           | USK Praha                  | 1:13:23                 |                         |
| Stříbrná medaile              | Petr Bořánek            | USK Praha                | 1:29:54                 | +1:38                   | Stříbrná medaile  | Lenka Koblížková        | TJ Tolar Jindřichův Hradec | 1:13:51                 | +0:28                   |
| Bronzová medaile              | Pavel Žemlík            | SKOB Zlín                | 1:35:10                 | +6:54                   | Bronzová medaile  | Renata Havrdová         | Sportcentrum Jičín         | 1:14:04                 | +0:41                   |
| 4                             | Pavel Tesař             | SK Praga                 | 1:35:24                 | +7:08                   | 4                 | Kateřina Novotná        | SKP Hradec Králové         | 1:18:36                 | +5:13                   |
| 5                             | Jaroslav Rygl           | Dukla Liberec            | 1:35:25                 | +7:09                   | 5                 | Lenka Rázková           | VŠTJ Ekonom Praha          | 1:24:07                 | +10:44                  |
| 6                             | Milan Šrůta             | OK Jiskra Nový Bor       | 1:38:34                 | +10:18                  | 6                 | Kristýna Šimůnková      | USK Praha                  | 1:24:23                 | +11:00                  |
| 7                             | Marek Prášil            | OK Jihlava               | 1:38:44                 | +10:28                  | 7                 | Kristýna Kupcová        | USK Praha                  | 1:25:09                 | +11:46                  |
| 8                             | Jan Hasman              | VŠTJ Ekonom Praha        | 1:39:51                 | +11:35                  | 8                 | Ladislava Dvořáková     | SKOB Zlín                  | 1:36:59                 | +23:36                  |
| 9                             | Martin Kondrát          | SK OK 24 Praha           | 1:39:54                 | +11:38                  | 9                 | Daniela Švejcarová      | TJ Spartak 1. Brněnská     | 1:37:56                 | +24:33                  |
| 10                            | Zdeněk Sokolář          | VŠTJ Ekonom Praha        | 1:39:57                 | +11:41                  | 10                | Jana Chmelíková         | OK Lokomotiva Pardubice    | 1:41:58                 | +28:35                  |
| Pořadí                        | H20 – junioři           | H20 – junioři            | H20 – junioři           | H20 – junioři           | Pořadí            | D20 – juniorky          | D20 – juniorky             | D20 – juniorky          | D20 – juniorky          |
| Zlatá medaile                 | Zdeněk Procházka        | Oddíl OB Kotlářka        | 1:03:53                 |                         | Zlatá medaile     | Klára Váchová           | SKP Hradec Králové         | 55:14                   |                         |
| Stříbrná medaile              | Jan Hovorka             | OK Lokomotiva Pardubice  | 1:11:05                 | +7:12                   | Stříbrná medaile  | Barbora Waldová         | USK Praha                  | 1:05:04                 | +9:50                   |
| Bronzová medaile              | Roman Paclík            | OK Slavia Hradec Králové | 1:15:59                 | +12:06                  | Bronzová medaile  | Gabriela Savičová       | Sportcentrum Jičín         | 1:07:47                 | +12:33                  |
| Pořadí                        | H18 – starší dorostenci | H18 – starší dorostenci  | H18 – starší dorostenci | H18 – starší dorostenci | Pořadí            | D18 – starší dorostenky | D18 – starší dorostenky    | D18 – starší dorostenky | D18 – starší dorostenky |
| Zlatá medaile                 | Miroslav Gebas          | SKP Hradec Králové       | 1:17:07                 |                         | Zlatá medaile     | Zuzana Stehnová         | Oddíl OB Kotlářka          | 43:11                   |                         |
| Stříbrná medaile              | Tomáš Slováček          | SKOB Zlín                | 1:18:41                 | +1:34                   | Stříbrná medaile  | Lenka Rybářová          | SKP Hradec Králové         | 43:59                   | +0:48                   |
| Bronzová medaile              | Aleš Poul               | SKP Hradec Králové       | 1:20:36                 | +3:29                   | Bronzová medaile  | Zuzana Klimplová        | OK Lokomotiva Pardubice    | 46:46                   | +3:35                   |
| Pořadí                        | H16 – mladší dorostenci | H16 – mladší dorostenci  | H16 – mladší dorostenci | H16 – mladší dorostenci | Pořadí            | D16 – mladší dorostenky | D16 – mladší dorostenky    | D16 – mladší dorostenky | D16 – mladší dorostenky |
| Zlatá medaile                 | Jan Trčka               | OOB TJ Slovan Luhačovice | 49:18                   |                         | Zlatá medaile     | Zuzana Jiřištová        | OK Jilemnice               | 44:01                   |                         |
| Stříbrná medaile              | Ondřej Horáček          | OK Chrastava             | 49:56                   | +0:38                   | Stříbrná medaile  | Romana Kalenská         | Sportcentrum Jičín         | 45:58                   | +1:57                   |
| Bronzová medaile              | Ondřej Kazda            | Sportcentrum Jičín       | 54:11                   | +4:53                   | Bronzová medaile  | Martina Dočkalová       | OK Lokomotiva Pardubice    | 50:01                   | +6:00                   |
| << předchozí • následující >> |                         |                          |                         |                         |                   |                         |                            |                         |                         |

Souhrnné informace naleznete v článku Mistrovství České republiky v nočním orientačním běhu.

## Mistrovství ČR na dlouhé trati
| Datum závodu   | 25. 4. 1998                                     |  | Místo konání    | Vojetín • aréna |  | Pořadatel       | Oddíl OB Kotlářka |
| Ředitel závodu |                                                 |  | Hlavní rozhodčí |                 |  | Stavitelé tratí | Zdenko Procházka  |
| Název mapy     | Myší díra, Nová Starost, Vranovský les, Vojetín |  | Web závodu      |                 |  | Výsledky závodu |                   |

| Zkrácené výsledky             | Zkrácené výsledky       | Zkrácené výsledky            | Zkrácené výsledky       | Zkrácené výsledky       | Zkrácené výsledky | Zkrácené výsledky       | Zkrácené výsledky                    | Zkrácené výsledky       | Zkrácené výsledky       |
| Pořadí                        | H21 – muži              | H21 – muži                   | H21 – muži              | H21 – muži              | Pořadí            | D21 – ženy              | D21 – ženy                           | D21 – ženy              | D21 – ženy              |
| ----------------------------- | ----------------------- | ---------------------------- | ----------------------- | ----------------------- | ----------------- | ----------------------- | ------------------------------------ | ----------------------- | ----------------------- |
| Zlatá medaile                 | Rudolf Ropek            | Dukla Liberec                | 2:41:10                 |                         | Zlatá medaile     | Jana Cieslarová         | TJ TŽ Třinec                         | 1:45:24                 |                         |
| Stříbrná medaile              | Michal Jedlička         | USK Praha                    | 2:43:07                 | +1:57                   | Stříbrná medaile  | Iveta Navrátilová       | TJ TŽ Třinec                         | 1:53:46                 | +8:22                   |
| Bronzová medaile              | Václav Zakouřil         | USK Praha                    | 2:49:09                 | +7:59                   | Bronzová medaile  | Mária Honzová           | TJ TŽ Třinec                         | 1:54:50                 | +9:26                   |
| 4                             | Radek Novotný           | SKP Hradec Králové           | 2:50:08                 | +8:58                   | 4                 | Helena Novotná          | VŠTJ Ekonom Praha                    | 1:56:05                 | +10:41                  |
| 5                             | Petr Bořánek            | USK Praha                    | 2:50:50                 | +9:40                   | 5                 | Šárka Valášková         | USK Praha                            | 1:56:29                 | +11:05                  |
| 6                             | Miroslav Seidl          | VŠTJ Ekonom Praha            | 2:52:33                 | +11:23                  | 6                 | Petra Novotná           | SKP Hradec Králové                   | 1:57:59                 | +12:35                  |
| 7                             | Petr Henych             | OK Jilemnice                 | 2:52:53                 | +11:43                  | 7                 | Věra Utinková           | OK Jiskra Nový Bor                   | 1:58:03                 | +12:39                  |
| 8                             | Milan Venhoda           | Dukla Liberec                | 2:53:28                 | +12:18                  | 8                 | Marie Slováková         | OOB TJ Slovan Luhačovice             | 1:58:11                 | +12:47                  |
| 9                             | Pavel Žemlík            | SKOB Zlín                    | 2:55:00                 | +13:50                  | 9                 | Ada Kuchařová           | KOS TJ Tesla Brno                    | 1:59:57                 | +14:33                  |
| 10                            | Zdeněk Zuzánek          | OOB TJ Tatran Jablonec n. N. | 2:55:19                 | +14:09                  | 10                | Magda Horová            | USK Praha                            | 2:00:02                 | +14:38                  |
| Pořadí                        | H20 – junioři           | H20 – junioři                | H20 – junioři           | H20 – junioři           | Pořadí            | D20 – juniorky          | D20 – juniorky                       | D20 – juniorky          | D20 – juniorky          |
| Zlatá medaile                 | Radek Ticháček          | Sportcentrum Jičín           | 2:02:22                 |                         | Zlatá medaile     | Zuzana Macúchová        | Oddíl OB Kotlářka                    | 1:38:13                 |                         |
| Stříbrná medaile              | Zdeněk Procházka        | Oddíl OB Kotlářka            | 2:03:42                 | +1:20                   | Stříbrná medaile  | Zdenka Stará            | KOS TJ Tesla Brno                    | 1:40:42                 | +2:29                   |
| Bronzová medaile              | Robert Heczko           | KOS TJ Tesla Brno            | 2:05:34                 | +3:12                   | Bronzová medaile  | Barbora Waldová         | USK Praha                            | 1:42:12                 | +3:59                   |
| Pořadí                        | H18 – starší dorostenci | H18 – starší dorostenci      | H18 – starší dorostenci | H18 – starší dorostenci | Pořadí            | D18 – starší dorostenky | D18 – starší dorostenky              | D18 – starší dorostenky | D18 – starší dorostenky |
| Zlatá medaile                 | Michal Smola            | SKOB Zlín                    | 1:42:59                 |                         | Zlatá medaile     | Vendula Klechová        | OK Jilemnice                         | 1:27:45                 |                         |
| Stříbrná medaile              | Michal Černý            | SKP Hradec Králové           | 1:43:04                 | +0:05                   | Stříbrná medaile  | Vendula Ryšavá          | TJ Sokol Troja                       | 1:35:49                 | +8:04                   |
| Bronzová medaile              | Jiří Kazda              | Sportcentrum Jičín           | 1:43:21                 | +0:22                   | Bronzová medaile  | Dana Javůrková          | Sportovní klub ve Vrbně pod Pradědem | 1:36:49                 | +9:04                   |
| << předchozí • následující >> |                         |                              |                         |                         |                   |                         |                                      |                         |                         |

Souhrnné informace naleznete v článku Mistrovství České republiky v orientačním běhu na dlouhé trati.

## Mistrovství ČR na klasické trati
| Datum závodu   | 5. 9. 1998   |  | Místo konání    | Železný Brod • aréna |  | Pořadatel       | OK Jilemnice + SOK Turnov |
| Ředitel závodu |              |  | Hlavní rozhodčí |                      |  | Stavitelé tratí | Petr Junek                |
| Název mapy     | Železný Brod |  | Web závodu      |                      |  | Výsledky závodu |                           |

| Zkrácené výsledky             | Zkrácené výsledky       | Zkrácené výsledky           | Zkrácené výsledky       | Zkrácené výsledky       | Zkrácené výsledky | Zkrácené výsledky       | Zkrácené výsledky          | Zkrácené výsledky       | Zkrácené výsledky       |
| Pořadí                        | H21 – muži              | H21 – muži                  | H21 – muži              | H21 – muži              | Pořadí            | D21 – ženy              | D21 – ženy                 | D21 – ženy              | D21 – ženy              |
| ----------------------------- | ----------------------- | --------------------------- | ----------------------- | ----------------------- | ----------------- | ----------------------- | -------------------------- | ----------------------- | ----------------------- |
| Zlatá medaile                 | Tomáš Zakouřil          | USK Praha                   | 1:47:21                 |                         | Zlatá medaile     | Olga Lepšíková          | OK Jiskra Nový Bor         | 1:30:41                 |                         |
| Stříbrná medaile              | Libor Zřídkaveselý      | Dukla Liberec               | 1:52:21                 | +5:00                   | Stříbrná medaile  | Marcela Klapalová       | SOOB Spartak Rychnov n.Kn. | 1:33:04                 | +2:23                   |
| Bronzová medaile              | Rudolf Ropek            | Dukla Liberec               | 1:52:49                 | +5:28                   | Bronzová medaile  | Jana Cieslarová         | TJ TŽ Třinec               | 1:34:57                 | +4:16                   |
| 4                             | Vít Pospíšil            | Dukla Liberec               | 1:52:57                 | +5:36                   | 4                 | Šárka Valášková         | USK Praha                  | 1:35:03                 | +4:22                   |
| 5                             | Petr Kozák              | USK Praha                   | 1:56:06                 | +8:45                   | 5                 | Iveta Navrátilová       | TJ TŽ Třinec               | 1:35:38                 | +4:57                   |
| 6                             | Lukáš Přinda            | Slavia Liberec orienteering | 1:57:36                 | +10:15                  | 6                 | Barbora Chudíková       | VSK VŠB TU Ostrava         | 1:35:55                 | +5:14                   |
| 7                             | Pavel Košárek           | VSK VŠB TU Ostrava          | 1:57:40                 | +10:19                  | 7                 | Kateřina Mikšová        | SK Praga                   | 1:36:18                 | +5:37                   |
| 8                             | Petr Bořánek            | USK Praha                   | 1:57:41                 | +10:20                  | 8                 | Mária Honzová           | TJ TŽ Třinec               | 1:37:18                 | +6:37                   |
| 9                             | Marek Prášil            | OK Jihlava                  | 1:58:25                 | +11:04                  | 9                 | Jana Kuncová            | SOOB Spartak Rychnov n.Kn. | 1:39:59                 | +9:18                   |
| 10                            | Michal Horáček          | OK Chrastava                | 1:58:26                 | +11:05                  | 10                | Kateřina Tichá          | OK Jiskra Nový Bor         | 1:41:47                 | +11:06                  |
| Pořadí                        | H20 – junioři           | H20 – junioři               | H20 – junioři           | H20 – junioři           | Pořadí            | D20 – juniorky          | D20 – juniorky             | D20 – juniorky          | D20 – juniorky          |
| Zlatá medaile                 | Radovan Čech            | KOS TJ Tesla Brno           | 1:24:04                 |                         | Zlatá medaile     | Zdenka Stará            | KOS TJ Tesla Brno          | 1:10:34                 |                         |
| Stříbrná medaile              | Radek Ticháček          | Sportcentrum Jičín          | 1:24:15                 | +0:11                   | Stříbrná medaile  | Zuzana Macúchová        | Oddíl OB Kotlářka          | 1:12:27                 | +1:53                   |
| Bronzová medaile              | Petr Losman             | SKP Hradec Králové          | 1:26:24                 | +2:20                   | Bronzová medaile  | Martina Schindlerová    | KOS TJ Tesla Brno          | 1:12:29                 | +1:55                   |
| Pořadí                        | H18 – starší dorostenci | H18 – starší dorostenci     | H18 – starší dorostenci | H18 – starší dorostenci | Pořadí            | D18 – starší dorostenky | D18 – starší dorostenky    | D18 – starší dorostenky | D18 – starší dorostenky |
| Zlatá medaile                 | Michal Smola            | SKOB Zlín                   | 1:10:07                 |                         | Zlatá medaile     | Zuzana Stehnová         | Oddíl OB Kotlářka          | 1:03:01                 |                         |
| Stříbrná medaile              | Jiří Kazda              | Sportcentrum Jičín          | 1:11:02                 | +0:55                   | Stříbrná medaile  | Vendula Klechová        | OK Jilemnice               | 1:03:35                 | +0:34                   |
| Bronzová medaile              | Michal Černý            | SKP Hradec Králové          | 1:13:49                 | +3:42                   | Bronzová medaile  | Anežka Jahnová          | TJ Opava                   | 1:05:24                 | +2:23                   |
| Pořadí                        | H16 – mladší dorostenci | H16 – mladší dorostenci     | H16 – mladší dorostenci | H16 – mladší dorostenci | Pořadí            | D16 – mladší dorostenky | D16 – mladší dorostenky    | D16 – mladší dorostenky | D16 – mladší dorostenky |
| Zlatá medaile                 | Michal Novák            | Oddíl OB Kotlářka           | 1:00:24                 |                         | Zlatá medaile     | Martina Dočkalová       | OK Lokomotiva Pardubice    | 49:59                   |                         |
| Stříbrná medaile              | Ondřej Horáček          | OK Chrastava                | 1:01:12                 | +0:48                   | Stříbrná medaile  | Blanka Folprechtová     | OOB TJ Turnov              | 50:41                   | +0:42                   |
| Bronzová medaile              | Ondřej Kazda            | Sportcentrum Jičín          | 1:01:30                 | +1:06                   | Bronzová medaile  | Kateřina Nováková       | OK Doksy                   | 51:55                   | +1:56                   |
| << předchozí • následující >> |                         |                             |                         |                         |                   |                         |                            |                         |                         |

Souhrnné informace naleznete v článku Mistrovství České republiky v orientačním běhu na klasické trati.

## Mistrovství ČR na krátké trati
| Datum závodu   | 6. 9. 1998         |  | Místo konání    | Železný Brod • aréna |  | Pořadatel       | SOK TJ Turnov |
| Ředitel závodu |                    |  | Hlavní rozhodčí |                      |  | Stavitelé tratí |               |
| Název mapy     | Jirkovská borovice |  | Web závodu      |                      |  | Výsledky závodu |               |

Mistrovství bylo zrušeno v celém rozsahu z důvodu technických chyb pořadatele.
<< předchozí • následující >>
Souhrnné informace naleznete v článku Mistrovství České republiky v orientačním běhu na krátké trati.

## Mistrovství ČR štafet
| Datum závodu   | 3. 10. 1998 |  | Místo konání    | Vílanec u Jihlavy • aréna |  | Pořadatel       | SK Žabovřesky Brno |
| Ředitel závodu |             |  | Hlavní rozhodčí |                           |  | Stavitelé tratí | Libor Zřídkaveselý |
| Název mapy     | Verdun      |  | Web závodu      |                           |  | Výsledky závodu |                    |

| Zkrácené výsledky             | Zkrácené výsledky                                               | Zkrácené výsledky | Zkrácené výsledky | Zkrácené výsledky | Zkrácené výsledky                                                      | Zkrácené výsledky | Zkrácené výsledky | Zkrácené výsledky | Zkrácené výsledky |
| Pořadí                        | H21 – muži                                                      | H21 – muži        | H21 – muži        | Pořadí            | D21 – ženy                                                             | D21 – ženy        | D21 – ženy        |                   |                   |
| ----------------------------- | --------------------------------------------------------------- | ----------------- | ----------------- | ----------------- | ---------------------------------------------------------------------- | ----------------- | ----------------- | ----------------- | ----------------- |
| Zlatá medaile                 | SKP Hradec Králové Aleš Drahoňovský Radek Novotný Petr Losman   | 2:36:54           |                   | Zlatá medaile     | KOS TJ Tesla Brno Kateřina Pracná Martina Schindlerová Zdenka Stará    | 2:21:30           |                   |                   |                   |
| Stříbrná medaile              | KOS TJ Tesla Brno Robert Heczko Radovan Čech Marián Dávidík     | 2:37:39           | +0:45             | Stříbrná medaile  | SKP Hradec Králové Kateřina Novotná Marcela Kubatková Iva Navrátilová  | 2:25:46           | +4:16             |                   |                   |
| Bronzová medaile              | OK Slavia Hradec Králové Lukáš Svoboda Jiří Paclík David Hepner | 2:39:55           | +3:01             | Bronzová medaile  | VSK VŠB TU Ostrava Kateřina Heczková Pavla Sedlářová Barbora Chudíková | 2:26:56           | +5:26             |                   |                   |
| 4                             | OK Jiskra Nový Bor Milan Šrůta Petr Utinek Michal Horáček       | 2:40:09           | +3:15             | 4                 | USK Praha Kristýna Bořánková Marie Patočková Šárka Valášková           | 2:27:02           | +5:32             |                   |                   |
| 5                             | OK Jihlava Milan Venhoda Jan Boudný Marek Prášil                | 2:40:40           | +3:46             | 5                 | SOOB Spartak Rychnov n.Kn. Eva Bártová Jana Kuncová Marcela Klapalová  | 2:27:44           | +6:14             |                   |                   |
| Pořadí                        | H18 – dorostenci                                                | H18 – dorostenci  | H18 – dorostenci  | Pořadí            | D18 – dorostenky                                                       | D18 – dorostenky  | D18 – dorostenky  |                   |                   |
| Zlatá medaile                 | SKOB Zlín Libor Sviečka Tomáš Slováček Michal Smola             | 2:12:36           |                   | Zlatá medaile     | SKP Hradec Králové Veronika Běhounová Lenka Rybářová Iva Rufferová     | 1:55:04           |                   |                   |                   |
| Stříbrná medaile              | Sportcentrum Jičín Ondřej Kazda Tomáš Kalenský Jiří Kazda       | 2:12:38           | +0:02             | Stříbrná medaile  | SKOB Zlín Martina Horynová Eliška Nejedlá Hana Cigošová                | 1:55:15           | +0:11             |                   |                   |
| Bronzová medaile              | OK Chrastava Václav Bradna Ondřej Horáček Jaromír Švihovský     | 2:14:37           | +2:01             | Bronzová medaile  | Oddíl OB Kotlářka Tereza Brumková Lucie Waldová Zuzana Stehnová        | 1:55:32           | +0:28             |                   |                   |
| << předchozí • následující >> |                                                                 |                   |                   |                   |                                                                        |                   |                   |                   |                   |

Souhrnné informace naleznete v článku Mistrovství České republiky v orientačním běhu štafet.

## Mistrovství ČR klubů a oblastních výběrů
| Datum závodu   | 4. 10. 1998 |  | Místo konání    | Vílanec u Jihlavy • aréna |  | Pořadatel       | KOS TJ Tesla Brno |
| Ředitel závodu |             |  | Hlavní rozhodčí |                           |  | Stavitelé tratí |                   |
| Název mapy     | Verdun      |  | Web závodu      |                           |  | Výsledky závodu |                   |

| Zkrácené výsledky             | Zkrácené výsledky | Zkrácené výsledky | Zkrácené výsledky | Zkrácené výsledky | Zkrácené výsledky | Zkrácené výsledky | Zkrácené výsledky | Zkrácené výsledky | Zkrácené výsledky |
| Pořadí                        | DH21 - dospělí | DH21 - dospělí    | DH21 - dospělí    | Pořadí            | DH18 - dorost | DH18 - dorost     | DH18 - dorost     |                   |                   |
| ----------------------------- | --- | ----------------- | ----------------- | ----------------- | --- | ----------------- | ----------------- | ----------------- | ----------------- |
| Zlatá medaile                 | USK Praha Vladimír Lučan Kristýna Bořánková Petr Kozák Marie Patočková Petr Bořánek Šárka Valášková Tomáš Zakouřil             | 5:03:51           |                   | Zlatá medaile     | SKP Hradec Králové Tomáš Novotný Veronika Běhounová Aleš Poul Iva Rufferová Michal Černý Lenka Rybářová Miroslav Gebas       | 4:35:49           |                   |                   |                   |
| Stříbrná medaile              | VSK VŠB TU Ostrava Martin Sadílek Kateřina Heczková Michal Besta Pavla Sedlářová Richard Klech Barbora Chudíková Marek Janků   | 5:07:16           | +3:25             | Stříbrná medaile  | SKOB Zlín Libor Sviečka Eliška Nejedlá Tomáš Dlabaja Eva Horynová Tomáš Slováček Hana Cigošová Michal Smola                  | 4:40:08           | +4:19             |                   |                   |
| Bronzová medaile              | SK OK 24 Praha Tomáš Janovský Vendula Ryšavá Martin Kondrát Zuzana Henychová Martin Tichovský Hana Lejsková Luboš Semík        | 5:07:24           | +3:33             | Bronzová medaile  | Oddíl OB Kotlářka Václav Hošek Lucie Waldová Petr Žaloudek Kristýna Brumková Jan Mrázek Zuzana Stehnová Michal Novák         | 4:40:28           | +4:39             |                   |                   |
| 4                             | SKP Hradec Králové Aleš Drahoňovský Kateřina Novotná Milan Novotný Marcela Kubatková Radek Novotný Iva Navrátilová Petr Losman | 5:09:27           | +5:36             | 4                 | Sportcentrum Jičín Jan Vodička Ada Mikulová Ondřej Kazda Romana Kalenská Jiří Kazda Dana Brožková Tomáš Kalenský             | 4:44:38           | +8:49             |                   |                   |
| 5                             | USK Praha Jan Gajda Martina Horáčková Milan Jirásek Silvie Košková Michal Matějů Barbora Waldová Jan Kučera                    | 5:10:22           | +6:31             | 5                 | OK Lokomotiva Pardubice Filip Antoš Zuzana Klimplová Jiří Nožička Šárka Víchová Tomáš Udržal Martina Dočkalová Zbyněk Štěrba | 4:53:43           | +17:54            |                   |                   |
| << předchozí • následující >> | |                   |                   |                   | |                   |                   |                   |                   |

Souhrnné informace naleznete v článku Mistrovství České republiky v orientačním běhu klubů a oblastních výběrů.